# Sakulja
Sakulja (em cirílico:Сакуља) é uma vila da Sérvia localizada no município de Lazarevac, pertencente ao distrito de Belgrado, na região de Kolubara. A vila não possuía nenhum habitante segundo o censo de 2002.

## Demografia
| 1948 | 1953 | 1961 | 1971 | 1981 | 1991 | 2002 |
| ---- | ---- | ---- | ---- | ---- | ---- | ---- |
| 424  | 530  | 496  | 434  | 263  | 0    | 0    |